# Rhododendron triflorum
Rhododendron triflorum är en ljungväxtart. Rhododendron triflorum ingår i släktet rododendron, och familjen ljungväxter.

## Underarter
Arten delas in i följande underarter:
- R. t. multiflorum
- R. t. bauhiniiflorum

## Bildgalleri

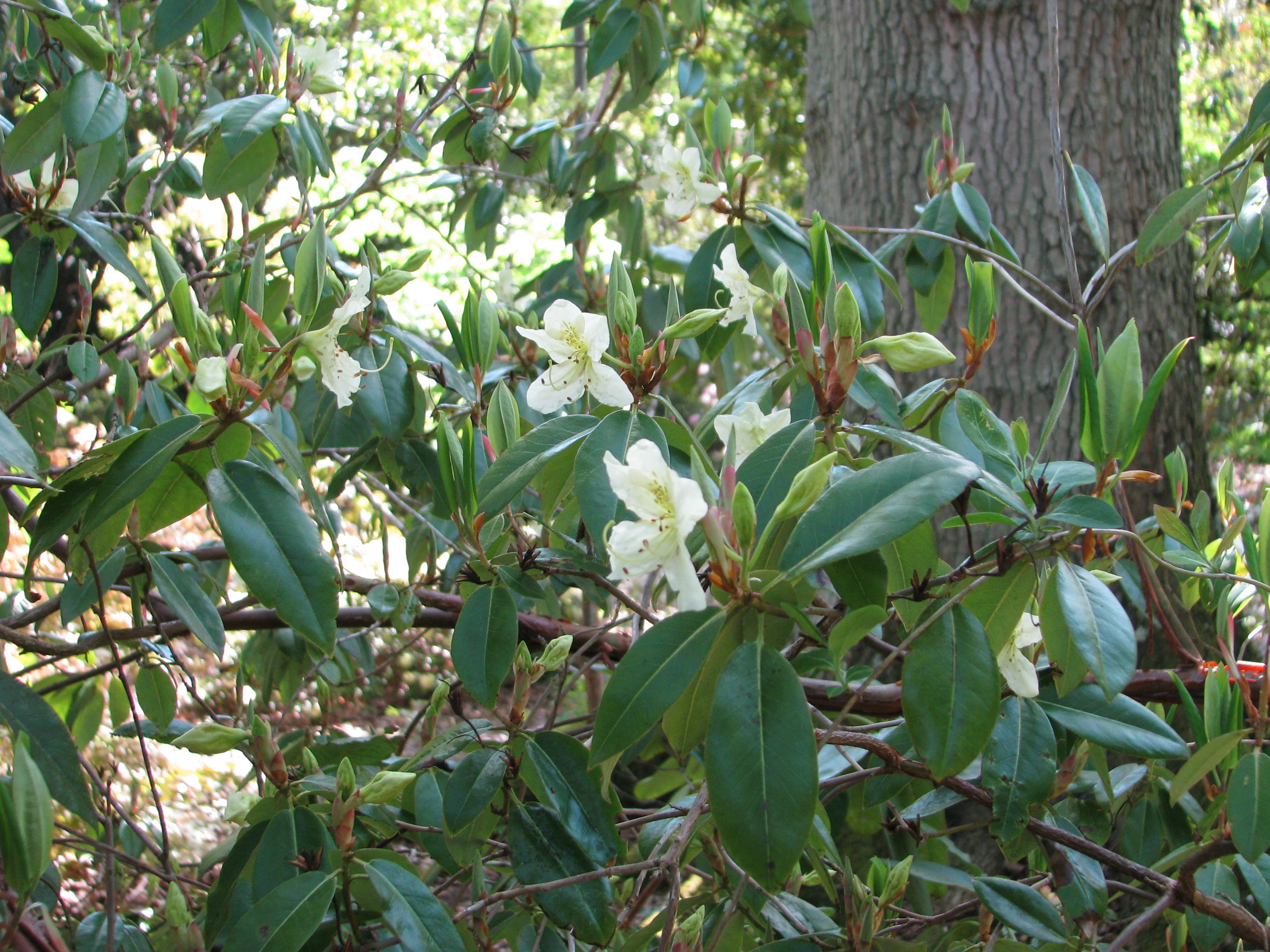
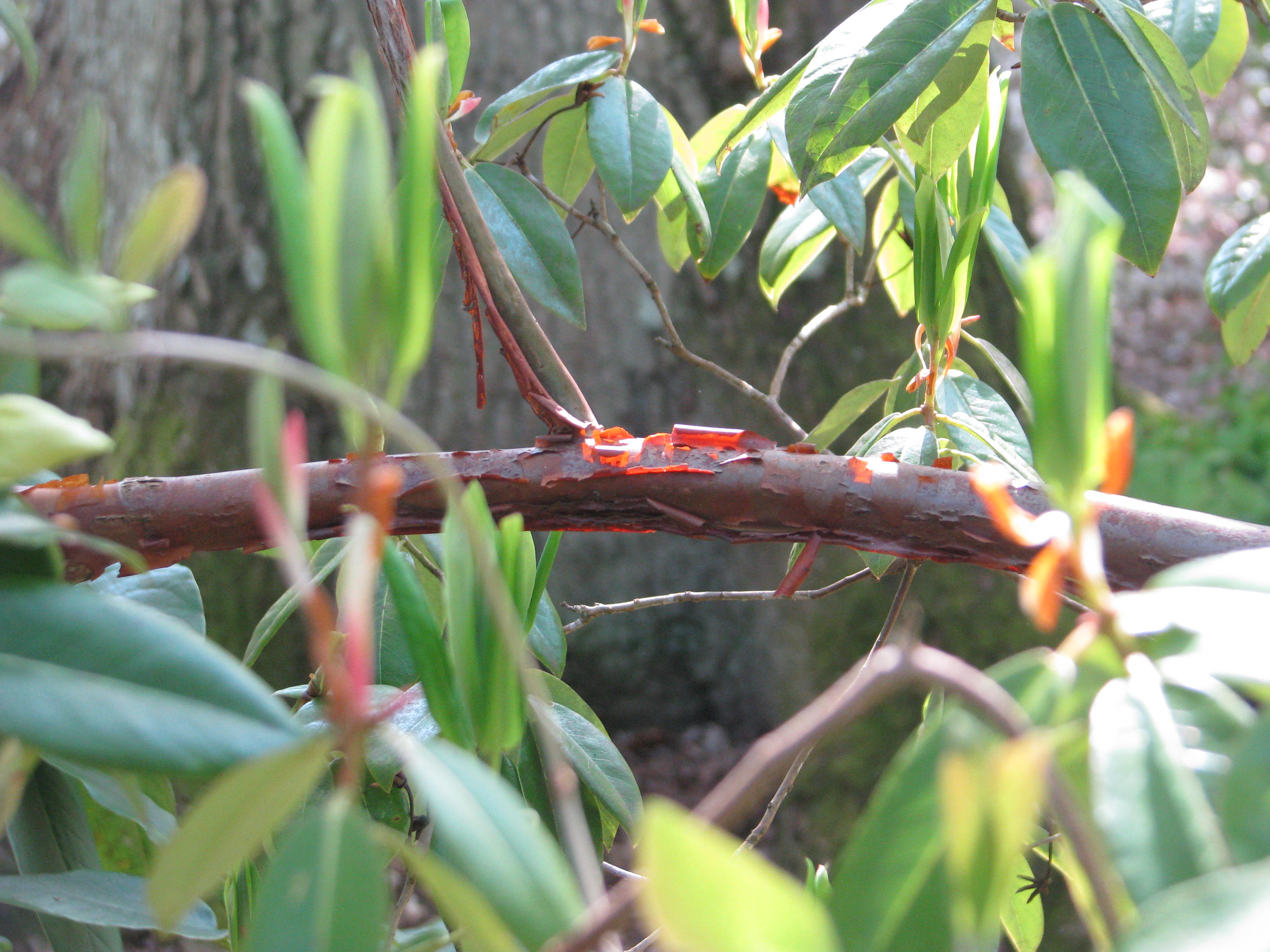